# Ghost of Tsushima
Ghost of Tsushima (с англ. — «Призрак Цусимы») — компьютерная игра в жанре action-adventure с открытым миром, разработанная компанией Sucker Punch Productions. Издателем игры выступила Sony Interactive Entertainment.
Выход игры первоначально был намечен на 26 июня 2020 года, но позже был перенесён на 17 июля того же года. 20 августа 2021 года вышла расширенная версия игры с подзаголовком Director’s Cut для PlayStation 4 и PlayStation 5. 16 мая 2024 года состоялся релиз игры на платформе Windows.

## Игровой процесс
Действие игры происходит в 1274 году, во время первого монгольского вторжения в Японию, когда остров Цусима был захвачен и разорён Монгольской империей. Главный герой, японский самурай по имени Дзин Сакай (англ. Jin Sakai), в одиночку даёт бой превосходящим силам монголов, опираясь на старые самурайские традиции и необычные методы борьбы. Предводитель монголов, Хотун-хан, описывается как «пугающе здравомыслящий убийца». Моделями для внешности Дзина и Хотун-хана послужили актёры Дайсукэ Цудзи и Патрик Галлахер соответственно. Остров Цусима в игре представляет собой открытый мир, по которому игрок может передвигаться свободно; на нём имеется множество примечательных мест — от бамбуковых зарослей до замков.

## Сюжет
Япония, 1274 год. Монгольская армия во главе с чингизидом Хотун-ханом, кузеном Хубилая и внуком Чингисхана, вторгается на остров Цусиму, дабы сделать его плацдармом для покорения страны. В битве на побережье у поселения Комода захватчикам противостоят только 80 местных самураев во главе с дзито Симурой и его племянником и помощником, главным героем Дзином Сакай. С первых минут монголы показали преимущество в численности и тактике, несмотря на целеустремленность обороняющихся. В пылу сражения дзито был пленен Хотун-ханом, а израненный Дзин теряет сознание.
Герой просыпается спустя несколько дней после злополучной битвы, на периферии, будучи одним из немногих выживших самураев. Монголы уже покорили практически всю Цусиму, где обещаниями и угрозами, а где — путем истребления. Все это время за протагонистом ухаживала воровка Юна, чей брат, талантливый кузнец Така, известный тем, что придумывает всякие замысловатые устройства, оказался в плену у захватчиков. Дзин задается целью освободить своего дядю Симуру из плена в замке Канэда и с его помощью отвоевать остров. Однако, в открытом противостоянии с превосходящими монгольскими воинами и лично с Хотун-ханом Сакай проигрывает и чудом остается в живых.
Понимая, что в одиночку и полагаясь на традиционные идеалы самураев ему не справиться с поставленной задачей, Дзин начинает своё путешествие по Цусиме с целью найти союзников и разучивает искусство партизанской войны. Заручившись поддержкой друзей клана Сакай, а также пронырливого торговца саке Кэндзи, Дзин и Юна проникают в крепость Адзамо и освобождают Таку. Также Дзин заручается поддержкой группы ронинов «Соломенные шляпы», возглавляемой его другом детства и соперником Рюдзо. Затем Дзин и команда проникают в кузню Комацу и безжалостно истребляют всех монголов, порождая легенду о «Призраке Цусимы» — духе мести, восставшем из мёртвых, чтобы покарать монголов. Легенда эта очень быстро идёт в народ и вскоре доходит до Хотун-хана, который использует её для психологического давления на плененного Симуру.
Така изготавливает крюк для Дзина, чтобы он мог взобраться на стены замка Канэда, и затем он с друзьями и союзниками атакуют замок, однако Рюдзо и «Соломенные шляпы» предают Дзина, чтобы получить награду, обещанную за его голову Хотун-ханом. Дзин одерживает верх над предателем, но Рюдзо сбегает, затем Дзин освобождает своего дядю и замок в целом, но Хотун-хан к тому времени уже ушел на север острова. Дзито благодарен племяннику за спасение, но совсем не одобряет его методов. Затем Симура и Дзин захватывают маяк Акасимы и разжигают огонь, сигнализируя о начале восстания против монголов.
Хотун-хан с помощью Рюдзо захватывает родовой замок Симура, и для его возвращения Симуре нужна помощь клана Ярикава, чьи воины известны своим упорством и гордым нравом. Проблема заключается лишь в том, что когда-то в Ярикаве вспыхнуло восстание, которое было жестоко подавлено Симурой, из-за чего его там не очень жалуют. Поэтому Дзин решает сделать это сам вместе с Юной и Такой, перед этим он возвращается в родную деревню Оми, где в резиденции клана Сакай его встречает смотрительница Юрико, которая отдаёт Дзину отцовские доспехи и учит изготовлению ядов. Затем Дзин, Юна и Така добираются до осаждённой Ярикавы и пробираются в город через старый тайный проход, через который раньше в Ярикаву шла контрабанда, а сейчас идут припасы, благодаря чему город стойко держится под осадой. Когда троица прибывает в город, военачальник Тэмуге предъявляет крепости ультиматум и время идёт на часы. Дзин и команда встречаются с главой клана Ярикава, Удзимасой, и предлагают помощь в снятии осады в обмен на содействие войск в борьбе против Хотун-хана, но получают отказ. Тогда Дзин и Юна решают заручиться поддержкой клана другим способом — часть лучников ослушалась приказа главы оставаться в замке и ушла партизанить. Выйдя на след партизанского отряда Ярикавы, Дзин и команда вместе с ними устраивают засаду крупному отряду монголов и уничтожают его, после чего все вместе возвращаются в город и готовятся к обороне. Уже ночью монголы начинают штурм крепости. Призрак проносится сквозь вражеские ряды, беспощадно расчищая путь бойцам Ярикавы, а затем побеждает Тэмуге в дуэли и безжалостно казнит его на глазах у монголов. Потерявшие боевой дух монголы в ужасе бегут из осаждённого города.
Ошеломительная победа в битве при Ярикаве ещё сильнее укрепляет легенду о Призраке Цусимы, и сопротивление на острове приобретает всеобщий характер. Однако несмотря на это у монголов всё ещё численный перевес и сил одной лишь Цусимы мало, чтобы изгнать захватчиков. Тогда Симура решает попытаться отправить сёгуну просьбу о помощи, проблема лишь в том, что остров блокирован флотом монголов, но к счастью Симура вспомнил о своём сомнительном старом друге — пирате-контрабандисте Горо, достаточно безрассудном и умелом, чтобы проскользнуть через вражеский флот. Дзин помогает кораблю Горо прорваться через флот врага, прикрыв огнём из хвачхи. После успешной операции, Симура сообщает Дзину, что вместе с просьбой о помощи, сёгуну было также отправлено прошение о его усыновлении как наследника дзито. Затем Призрак направляется в Каясан, где расположены «Соломенные шляпы», чтобы не допустить их удара по войскам Сопротивления. Но рейд заканчивается неудачей: Дзин и последовавший за ним Така попадают в плен. Когда Дзин отказывается подчиниться его правлению, Хотун-хан убивает Таку. Затем Дзин сбегает с помощью Юны и возвращается к Симуре. Прибывает подкрепление сёгуна, и Симура ведет собранную армию на штурм замка Симура, загоняя монголов во внутреннюю часть крепости. Когда монголы отступают, они взрывают взрывчатку на мосту, ведущем во внутренний двор, нанося огромные потери наступающим самураям.
Зная, что ещё одна лобовая атака приведет только к большим потерям, Дзин проникает в крепость и подсыпает яд в кумыс монголов, отчего весь вражеский гарнизон гибнет. Он также встречает и убивает Рюдзо после того, как тот отказывается сдаться. Однако он снова упускает Хотун-хана, который ушел в поход дальше на север. Несмотря на то, что замок был взят без дальнейших потерь самураев, Симура в ярости на Дзина, поскольку его действия серьёзно нарушили самурайский кодекс чести. Зная, что сёгун казнит Дзина за неподчинение, Симура убеждает его использовать Юну в качестве козла отпущения, но Дзин отказывается предать друзей и навсегда принимает образ Призрака. Он отдаёт Юне фамильную катану клана Сакай и посылает дальше выслеживать Хотун-хана, а сам сдаётся разочарованному дяде, после чего его заключают под стражу и готовят к суду сёгуна. Однако долго ждать не приходится и на помощь к Призраку вновь приходят друзья и союзники. Кэндзи, пользуясь всеобщей любовью к саке, освобождает Дзина из заключения и сообщает ему, что Юна выследила Хотун-хана и сейчас находится в префектуре Кин. Дзин выбирается из замка, но самураи, пытаясь остановить беглеца, смертельно ранят одного из самых верных и дорогих друзей Призрака — скакуна, с которым тот прошёл через ад. Лишившись своего скакуна, Дзин пешком добирается до священного древа префектуры Кин, но к тому моменту оно уже разорено монголами — оказывается, захватчики переняли рецепт яда и испытали его на гражданском населении. Отравленная стрела попадает в Призрака, но Юна вновь вырывает его с того света и битва за Цусиму вспыхивает с новой силой. Дзин и Юна добираются до порта Идзуми, где собран монгольский флот и на кораблях уже находятся большие запасы яда, которого хватит для отравления каждого самурая на континентальной части Японии. Но тут собирается шторм, не дающий монголам отплыть в ближайшее время. Пользуясь этим, Дзин собирает союзников для штурма последнего оплота Хотун-хана, но одних лишь сил Призрака мало и тогда Дзин решает попросить помощи у дяди. Под покровом ночи он проникает в замок Симура и оставляет дяде записку с просьбой о помощи, и тот понимая, что судьба Цусимы и Сёгуната на кону, несмотря на разногласия с племянником, решает помочь. Силы Призрака начинают атаку на порт Идзуми и вскоре прибывает подкрепление во главе с Симурой. Пока объединённые силы дзито и Призрака отвлекают основную часть монгольских сил, Дзин, проносясь смертоносным вихрем сквозь охрану, проникает в порт и убивает своего заклятого врага на борту его флагмана.
После смерти Хотун-хана монгольское вторжение теряет свою силу, и ситуация меняется в пользу самураев. Но радость от победы была недолгой: Симура сообщает Дзину, что сёгун считает его угрозой стабильности острова и статуса-кво подчинения людей своим лидерам, потому сёгун распустил клан Сакай и приказал Симуре убить Дзина. Вспоминая о том, что они оба потеряли, Дзин и Симура неохотно сражаются друг с другом в решающей дуэли под Цусимским закатом, и Призрак выходит победителем. У Дзина есть возможность либо даровать Симуре смерть воина, либо полностью отказаться от кодекса самурая и сохранить ему жизнь. Независимо от решения, Дзин становится врагом сёгуна и его будут преследовать до самой смерти, но Призрак всё равно продолжает свою борьбу с монгольскими захватчиками, которые, несмотря на гибель предводителя, всё ещё присутствуют на острове.

### Остров Ики
Через некоторое время после дуэли с Симурой Дзин встречает общину сельских жителей, которые сошли с ума от яда, описанного как «священное лекарство». Им управляла банда монголов, с которой Дзин никогда раньше не сталкивался: члены племени монгольского орла во главе с Анхсар-хатун, известной как «Орлица». Победив банду, Дзин узнает, что Хатун занимается завоеванием острова Ики, где его покойный отец Кадзумаса когда-то вел безуспешную военную кампанию против рейдеров острова. Самураи покинули остров после того, как Кадзумаса попал в засаду и был убит налетчиками. Дзин был там во время кампании мальчиком; он стал свидетелем смерти своего отца и до сих пор винит себя в том, что не спас его. Узнав об этой новой угрозе Цусиме, Дзин плывет на остров Ики, чтобы остановить Анхсар и столкнуться со своим прошлым.
Гроза разрушает лодку Дзина, но он выживает и в конце концов прибывает на Ики. Обнаружив, что база Хатун является бывшей цитаделью его отца, родовым замком Сакай, Дзин штурмует форт, но его покоряет и захватывает заместитель Хатун, Кхунбиш. Он и Хатун насильно кормят Дзина «священным лекарством», пытаясь превратить его в одного из шаманов племени. Яд заставляет Дзина часто галлюцинировать видения Хатун, его покойного отца и многих его прошлых неудач. Его спасает рейдер Тэнзо, который неохотно принимает помощь Дзина и ведет его к лидеру рейдеров Фунэ. Дзин работает с рейдерами, чтобы ослабить власть Хатун над островом, в конечном итоге отвоевав форт Сакай и убив Кхунбиша. Отразив возмездие со стороны сил Хатун, Дзин слышит, как Тэнзо говорит умирающему монголу: «Пусть твоя смерть принесет пользу всем существам» — ту же фразу рейдер в маске сказал Кадзумасе перед тем, как убить его. Понимая, что именно Тэнзо убил его отца, Дзин чуть не убивает Тэнзо, прежде чем сдержать свой гнев. Он предлагает воспроизвести засаду, в которой погиб его отец, чтобы выманить Хатун и в конечном итоге убить её. Хотя Дзин страдает почти непрерывными галлюцинациями, он преодолевает действие «священного лекарства», признавая недостатки своего отца и, наконец, смирившись с его смертью. Дзин убивает Хатун на дуэли, переломив ситуацию в пользу рейдеров. Дзин и Тэнзо прощают друг друга, после чего расстаются.

## Разработка
Ghost of Tsushima была анонсирована на мероприятии Paris Games Week в Париже в октябре 2017 года. На этот момент игра уже три года находилась в разработке, и, по словам вице-президента PlayStation Worldwide Studios Майкла Дэнни, компания Sony уже располагала играбельной версией Ghost of Tsushima — если в прошлом игры анонсировали на самых ранних этапах разработки, в случае с Ghost of Tsushima компания предпочла дождаться для этого момента, когда игра примет более завершённую форму.
По словам сооснователя студии Sucker Punch Productions Брайана Флеминга, в 2014 году, после выпуска inFamous: Second Son, разработчики приняли решение, что следующим их проектом должна стать игра в жанре экшен с системой ближнего боя в открытом мире. Однако разработчики долго не могли определиться с тематикой игры, среди идей рассматривались «Три мушкетёра», пираты и Роб Рой.
6 марта 2024 года был анонсирован порт игры на ПК, релиз которого состоялся 16 мая 2024 года.

## Реакция
| Сводный рейтинг       | Сводный рейтинг |
| Агрегатор             | Оценка          |
| --------------------- | --------------- |
| Metacritic            | 83/100          |
| OpenCritic            | 85/100          |
| Иноязычные издания    |                 |
| Издание               | Оценка          |
| Destructoid           | 9,5/10          |
| Famitsu               | 40/40           |
| Game Informer         | 9,5/10          |
| GameRevolution        | [ 22 ]          |
| GameSpot              | 7/10            |
| GamesRadar+           | [ 24 ]          |
| Hardcore Gamer        | 4/5             |
| IGN                   | 9/10            |
| USgamer               | 4/5             |
| VG247                 | [ 28 ]          |
| The Guardian          | [ 29 ]          |
| Pushsquare            | 9/10            |
| Русскоязычные издания |                 |
| Издание               | Оценка          |
| 3DNews                | 7,5/10          |
| Gameplay              | [ 32 ]          |
| GoHa.Ru               | 8/10            |
| PlayGround.ru         | 8,5/10          |
| Riot Pixels           | 70 %            |
| StopGame.ru           | «Похвально»     |
| «Игромания»           | [ 37 ]          |
| «Игры Mail.ru»        | 8,5/10          |
| «Канобу»              | 8/10            |

Ghost of Tsushima получила преимущественно положительные отзывы, согласно агрегатору рецензий Metacritic — средневзвешенная оценка на 24 августа 2020 года составляет 83 из 100 (на основании 116 рецензий). Согласно агрегатору OpenCritic, средняя оценка на основании 156 рецензий составляет 85 из 100 баллов.
Игра получила высшие похвалы японских критиков, которые особенно положительно отметили аутентичность игры — историчность снаряжения самураев, быта крестьян эпохи монгольских вторжений. Обозреватель сайта Akiba Souken писал, что японские игроки испытывают не дискомфорт, но ощущение встречи с чем-то знакомым и эмпатию: «Дзин Сакай — не западный samurai, но настоящий японский 侍 [самурай]». Хотя западная пресса выражала опасения по поводу локализации игры на японский язык, обозреватель Akiba Souken счёл язык японской версии вполне естественным и аккуратно стилизованным под старинную, архаичную речь, даже пригодный для углубления познаний в старом языке (яп. 古語). Подобным образом рецензент Dengeki Online отмечал, что в Ghost of Tsushima ничто не вызывает отторжения, и японский язык не кажется ненатуральным; то, что изображает игра, полностью соответствует представлениям японцев, воспитанных на исторических фильмах и дзидайгэки; обозреватель Engadget Japan Симон Тадзадзава также писал, что игра избавлена от неловких сцен, часто встречающихся в американских фильмах; сюжет игры демонстрирует уважение к описываемому историческому периоду.
Журнал Famitsu поставил игре высшую оценку 40/40; Ghost of Tsushima стала третьей неяпонской игрой за всю историю журнала, получившей такую оценку — после The Elder Scrolls V: Skyrim и Grand Theft Auto V. Подобно другим изданиям, обозреватели Famitsu писали, что Ghost of Tsushima поразительно отличается своей историчностью и аутентичностью от обычного изображения Японии на Западе; хотя японские игроки могли бы опасаться и здесь «западного» взгляда на историю их страны, ничто в игре не выглядит неестественным. Впрочем, один из четырёх обозревателей счёл речь героев в игре слишком быстрой — в костюмных исторических драмах о японской истории принято говорить более медленно, с продолжительными паузами, и выраженные ирония или сарказм в речи персонажей также показались ему иностранным влиянием. Тем не менее, обозреватели Famitsu признали игру «великолепным шедевром» — и в том, как она выглядит, и в том, как она играется, и в том, что касается сюжета и персонажей.

## Экранизация
25 марта 2021 года Sony Pictures и PlayStation Productions объявили о разработке экранизации игры, режиссёром которой станет Чад Стахелски. Продюсировать фильм будут Стахелски, Алекс Янг и Джейсон Шпиц из 87Eleven Entertainment, а также Асад Кызылбаш и Картер Суон из PlayStation Productions; Sucker Punch выступит в качестве исполнительного продюсера, а Питер Кан будет следить за ходом работ от имени студии. 12 апреля 2022 года Такаси Дошер был приглашён для написания сценария.

## Продолжение
25 сентября 2024 года в ходе конференции State of Play было объявлено о разработке продолжения Ghost of Tsushima под названием Ghost of Yotei. Дата выхода игры намечена на 2025 год эксклюзивно для консоли PlayStation 5.